# Astanchus
Astanchus is een geslacht van kevers uit de familie  
kniptorren (Elateridae).
Het geslacht werd voor het eerst wetenschappelijk beschreven in 1979 door Elena Gurjeva.

## Soorten
Het geslacht omvat de volgende soorten:
- Astanchus sinensis Schimmel, 2004
- Astanchus ussuriensis (Gurjeva, 1975)